# Gavin MacIntosh
Gavin Powers MacIntosh (Arizona, Estados Unidos, 22 de marzo de 1999) conocido como Gavin MacIntosh  es un actor y modelo estadounidense. Inició su carrera como actor y modelo a la edad de 10 años, MacIntosh es muy conocido por su papel recurrente como Connor Stevens en la serie dramática The Fosters de Freeform (antes ABC Family).

## Vida personal
Gavin Powers MacIntosh nació el 22 de marzo de 1999 en Tucson, Arizona hasta que decidió mudarse con su familia a Hermosa Beach, California. Tiene dos hermanos menores, Grant y Gage MacIntosh.
Los intereses personales de MacIntosh son el skateboarding, el ciclismo y el fútbol, así como el dibujo, la pintura y componer canciones. Junto al coprotagonista de la serie The Fosters, Hayden Byerly, MacIntosh ha sido un defensor contra el bullying en las escuelas, alentando a los jóvenes a abrazar sus diferencias y dando su apoyo a la campaña "Be Good to Each Other".

## Carrera
En 2010, MacIntosh comenzó su carrera con un papel protagonista en el cortometraje dramático Turns. También ha tenido algunas apariciones en The Science of Death como Martin Thomas y en Breathe como Jonathan.
En 2011, hizo su debut junto a su hermano, Gage Macintosh, donde aparecen como los hermanos Mark y Nick Paterson respectivamente en el drama con temática de artes marciales Blood Games: Sanctioned to Die. Ese mismo año, hace su debut en televisión con un papel de invitado como miembro de Ron Swanson en la serie de comedia de NBC, Parks and Recreation.
Como actor invitado hizo el papel del hermano de 13 años de Burt Bruce en un flashback de 1981 en la serie de comedia de Fox, Raising Hope y también como Brad en el episodio piloto de la serie dramática de ciencia ficción propuesta H.O.P.E.
En 2013, MacIntosh comenzó un papel recurrente en la serie dramática de ABC Family, The Fosters. En la cual interpreta a Connor, un chico guapo y bondadoso que desarrolla una amistad especial con un niño tímido y aislado, Jude Adams-Foster (interpretado por Hayden Byerly), lo que provocó que Jude, de 13 años, comenzara a cuestionar su sexualidad. 
Además de su película y créditos de la televisión episódica, MacIntosh ha aparecido en varios comerciales norteamericanos, incluyendo campañas televisivas como Goodyear Tires, Oscar Mayer Lunchables, Pizza Hut, Lowe's, and Honda. Como un niño de Ford y modelo adolescente, ha aparecido en la impresión, incluyendo campañas comerciales y editoriales para Mattel, Target, Gap, Porsche, Hang Ten, and Tom Tailor, entre otros.
El 2 de marzo de 2015, ABC Family emitió el episodio Now Hear This de la serie The Fosters, donde el personaje de MacIntosh y Byerly comparten un beso, que se cree que es el beso LGBT más joven en la historia de la televisión estadounidense. En dos tuits en 29 de marzo de 2015, MacIntosh discrepó de la decisión de YouTube por agregar una restricción de edad para el acceso al video de la escena del beso de su personaje con el de Byerly, incitando una campaña de media social vocal, Youtube más tarde quita la restricción de edad del vídeo.

## Filmografía
| Film          | Film                           | Film                    | Film                           |
| Año           | Películas                      | Papel                   | Notas                          |
| ------------- | ------------------------------ | ----------------------- | ------------------------------ |
| 2010          | Turns                          | (Desconocido)           | Corto                          |
| 2011          | The Science of Death           | Young Martin Thomas     | Corto                          |
| 2011          | Soulman: The Movie             | Bobby                   | Corto                          |
| 2011          | Sweet Dreams                   | Jake                    | Corto                          |
| 2011          | Blood Games: Sanctioned to Die | Mark Paterson           | Carácteristico                 |
| 2011          | The Bluewater Tale             | Alex                    | Corto                          |
| 2011          | The Art of Paying Rent         | Jake McCormick          | Corto                          |
| 2011          | Breathe                        | Young Jonathan          | Corto                          |
| 2012          | Knocked Down                   | Young Donny             | Corto                          |
| Televisión    |                                |                         |                                |
| Año           | Programa                       | Papel                   | Notas                          |
| 2011          | Parks and Recreation           | Wayne                   | Episodio: "Pawnee Rangers"     |
| 2011          | Raising Hope                   | Thirteen-Year-Old Bruce | Episodio: "Burt's Parents"     |
| 2012          | H.O.P.E.                       | Young Brad              | Episodio: "Life Alone" (Pilot) |
| 2013–2016     | The Fosters                    | Connor Stevens          | 25 Episodios                   |
| 2014–presente | Bones                          | Parker Booth            | 2 Episodios                    |